# Гызылгаджылы (Геранбойский район)
Гызылгаджылы (азерб. Qızılhacılı) — посёлок в Гёранбойском районе Азербайджана, является цетром Гызылгаджылинского посёлкового административно-теририториального округа.

## Этимология
В Газахском районе Азербайджана также есть село, называемое Гызылгаджылы, название которого связано с названием племени гызылгаджылы.

## География
Посёлок Гызылгаджылы является центром  Гызылгаджылинского посёлкового административно-территориального округа Гёранбойском районе Азербайджана, при этом в состав этого сельского административно-территориального округа входит также и село Ашагы-Баллыгая. В состав муниципалитета Гызылгаджылы входит сам посёлок Гызылгаджылы, а также сёла Ашагы-Баллыгая и Балакюрд.
Посёлок находится на равнине, в 8 км к юго-востоку от районного центра — города Геранбой у дороги Тертер-Геранбой.

## История
В советский период населённый пункт являлся селом, входил в состав Касум-Исмаиловского района (ныне Геранбойский район Азербайджана) Азербайджанской ССР и являлся центром одноимённого сельсовета. Население села занималось животноводством и хлопководством. В селе были пункт приёма хлопка, средняя и восьмилетняя школа, сельская школа молодёжи, дом культуры, 2 библиотеки, киноустановка, больница, детский сад, отделение связи и автоматическая телефонная станция.
Решением Верховного Совета Азербайджанской Республики от 7 февряля 1991 года селу был присвоен статус посёлка городского типа.
В настоящее время Гызылгаджылы имеет статус посёлка и является центром Гызылгаджылинского посёлкового административно-территориального округа Геранбойского района Азербайджана.

## Население
В 1977 году население Гызылгаджылы составляло 4993 человека.
Среди городов и посёлков Геранбойского района посёлок Гызылгаджылы на 1 января 2024 года являлся вторым по количеству населения после города Геранбоя — количество населения в посёлке на эту дату составляло 7408.

## Экономика и инфраструктура
3 марта 2020 года с участием президента Азербайджана Ильхама Алиева была открыта после реконструкции и восстановления автомобильная дорога Гызылгаджилы-Геранбой-Гёран-Рагимли-Вейисли-Газанбулаг-Борсунлу.